# Cinéma de gare
Pour les articles homonymes, voir Aki et BALI.

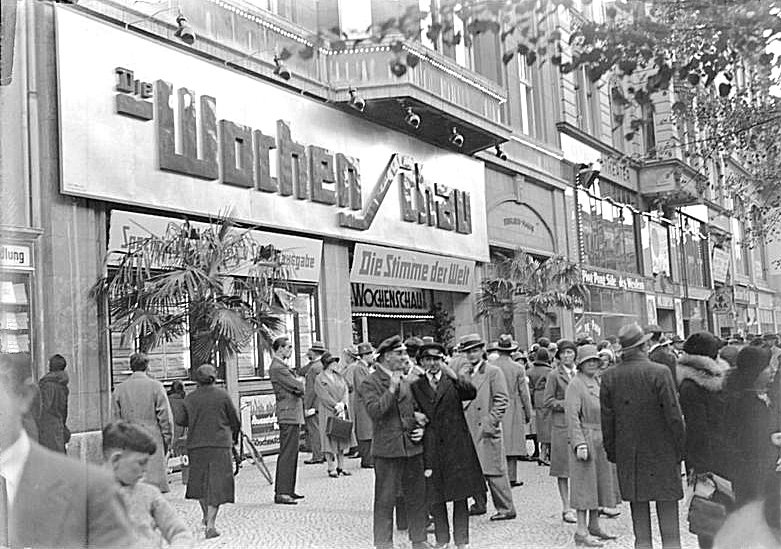
Wochenschaukino à Berlin en 1931.

Le cinéma de gare, en allemand Bahnhofskino, connu aussi sous les noms de Aktualitätenkino (AKI), Zeitkino, Aktualitätenlichtspiele (ALI), Bahnhofslichtspiele (BALI) et en Autriche sous les noms de Wochenschaukino ou Non-Stop-Kino, désigne un phénomène qui s'est particulièrement développé dans l'Allemagne de l'après guerre où les gares étaient équipées de salle de cinéma diffusant des actualités ou des films kitchs, trashs ou érotiques. Ce nom désigne tout autant les salles que les films diffusés dans ces dernières. 
Le phénomène connaît son apogée dans les années 1970 avant de dépérir à la fin des années 1980 et avec l'arrivée de la vidéo à domicile.